# Hamsun (filme)
Hamsun é um filme de drama noruego-teuto-sueco-dinamarquês de 1996 dirigido por Jan Troell.
Foi selecionado como representante da Dinamarca à edição do Oscar 1997, organizada pela Academia de Artes e Ciências Cinematográficas.

## Elenco
- Max von Sydow - Knut Hamsun
- Ghita Nørby - Marie Hamsun
- Anette Hoff - Ellinor Hamsun
- Gard B. Eidsvold - Arild Hamsun
- Eindride Eidsvold - Tore Hamsun
- Åsa Söderling - Cecilia Hamsun
- Sverre Anker Ousdal - Vidkun Quisling
- Liv Steen - Mrs. Quisling
- Erik Hivju - Dr. Gabriel Langfeldt
- Edgar Selge - Josef Terboven
- Ernst Jacobi - Adolf Hitler
- Svein Erik Brodal - Holmboe
- Per Jansen - Harald Grieg
- Jesper Christensen - Otto Dietrich
- Johannes Joner - Finn Christensen
- Finn Schau